# Plantago litorea
Plantago litorea är en grobladsväxtart som beskrevs av Rodolfo Amando Philippi. Plantago litorea ingår i släktet kämpar, och familjen grobladsväxter. Inga underarter finns listade i Catalogue of Life.